# Diocesi di Sokodé
La diocesi di Sokodé (in latino Dioecesis Sokodensis) è una sede della Chiesa cattolica in Togo suffraganea dell'arcidiocesi di Lomé. Nel 2022 contava 201.508 battezzati su 1.681.000 abitanti. È retta dal vescovo Célestin-Marie Gaoua.

## Territorio
La diocesi è situata nella Regione Centrale del Togo.
Sede vescovile è la città di Sokodé, dove si trova la cattedrale di Santa Teresa.
Il territorio è suddiviso in 22 parrocchie.

## Storia
La prefettura apostolica di Sokodé fu eretta il 18 maggio 1937 con la bolla Supremum quo fungimur di papa Pio XI, ricavandone il territorio dal vicariato apostolico del Togo (oggi arcidiocesi di Lomé).
Il 14 settembre 1955 la prefettura apostolica è stata elevata a diocesi con la bolla Dum tantis di papa Pio XII.
Il 1º marzo 1960 e il 1º luglio 1994 ha ceduto porzioni del suo territorio a vantaggio dell'erezione rispettivamente della prefettura apostolica di Dapango (oggi diocesi di Dapaong) e della diocesi di Kara.

## Cronotassi dei vescovi
Si omettono i periodi di sede vacante non superiori ai 2 anni o non storicamente accertati.
- Joseph-Paul Strebler, S.M.A. † (maggio 1937 - 8 novembre 1945 nominato vicario apostolico di Lomé)
- Jérôme-Théodore Lingenheim, S.M.A. † (7 giugno 1946 - 18 novembre 1964 dimesso)
- Chrétien Matawo Bakpessi † (9 agosto 1965 - 27 aprile 1992 deceduto)
- Ambroise Kotamba Djoliba † (5 aprile 1993 - 3 gennaio 2016 ritirato)
- Célestin-Marie Gaoua, dal 3 gennaio 2016

## Statistiche
La diocesi nel 2022 su una popolazione di 1.681.000 persone contava 201.508 battezzati, corrispondenti al 12,0% del totale.
| anno | popolazione | popolazione | popolazione | presbiteri | presbiteri | presbiteri | presbiteri                | diaconi | religiosi | religiosi | parrocchie |
| anno | battezzati  | totale      | %           | numero     | secolari   | regolari   | battezzati per presbitero | diaconi | uomini    | donne     | parrocchie |
| ---- | ----------- | ----------- | ----------- | ---------- | ---------- | ---------- | ------------------------- | ------- | --------- | --------- | ---------- |
| 1970 | 41.263      | 468.813     | 8,8         | 36         | 14         | 22         | 1.146                     |         | 33        | 43        | 15         |
| 1980 | 61.511      | 592.820     | 10,4        | 34         | 10         | 24         | 1.809                     |         | 36        | 53        | 19         |
| 1990 | 84.198      | 710.210     | 11,9        | 52         | 29         | 23         | 1.619                     |         | 37        | 102       | 23         |
| 1999 | 110.500     | 810.200     | 13,6        | 23         | 16         | 7          | 4.804                     |         | 13        | 67        | 11         |
| 2000 | 113.564     | 810.200     | 14,0        | 21         | 16         | 5          | 5.407                     |         | 9         | 68        | 11         |
| 2001 | 116.379     | 810.200     | 14,4        | 23         | 16         | 7          | 5.059                     |         | 10        | 71        | 11         |
| 2002 | 118.624     | 814.734     | 14,6        | 24         | 17         | 7          | 4.942                     |         | 12        | 74        | 11         |
| 2003 | 120.726     | 815.000     | 14,8        | 27         | 19         | 8          | 4.471                     |         | 13        | 77        | 11         |
| 2004 | 122.857     | 816.000     | 15,1        | 32         | 24         | 8          | 3.839                     |         | 12        | 74        | 11         |
| 2007 | 129.576     | 874.000     | 14,8        | 43         | 30         | 13         | 3.013                     |         | 17        | 77        | 13         |
| 2010 | 137.213     | 1.033.729   | 13,3        | 52         | 35         | 17         | 2.638                     |         | 29        | 103       | 15         |
| 2014 | 153.021     | 1.136.000   | 13,5        | 66         | 46         | 20         | 2.318                     |         | 29        | 106       | 17         |
| 2017 | 178.088     | 1.505.620   | 11,8        | 76         | 47         | 29         | 2.343                     |         | 44        | 91        | 18         |
| 2020 | 184.100     | 1.610.000   | 11,4        | 66         | 48         | 18         | 2.789                     |         | 30        | 91        | 21         |
| 2022 | 201.508     | 1.681.000   | 12,0        | 66         | 51         | 15         | 3.053                     |         | 28        | 99        | 22         |